# Tweede Kamerverkiezingen in het kiesdistrict Dordrecht (1850-1888)
Tweede Kamerverkiezingen in het kiesdistrict Dordrecht (1850-1888) geeft een overzicht van verkiezingen voor de Nederlandse Tweede Kamer in het kiesdistrict Dordrecht in de periode 1850-1888.
Het kiesdistrict Dordrecht was al ingesteld in 1848. De indeling van het kiesdistrict werd in 1850 gewijzigd bij de invoering van de Kieswet. Tot het kiesdistrict behoorden vanaf dat moment de volgende gemeenten: Alblasserdam, Barendrecht, Bleskensgraaf, Brandwijk, Charlois, De Mijl, Dordrecht, Dubbeldam, Giessendam, Goidschalxoord, Goudswaard, 's-Gravendeel, Groote Lindt, Hardinxveld, Heer Oudelands Ambacht, Heerjansdam, Heinenoord, Hendrik-Ido-Ambacht, Hofwegen, Hoogvliet, Katendrecht, Kijfhoek, Kleine Lindt, Klaaswaal, Maasdam, Meerdervoort, Mijnsheerenland, Molenaarsgraaf, Nieuw-Beijerland, Nieuw Lekkerland, Numansdorp, Oud-Alblas, Oud-Beijerland, Papendrecht, Pernis, Piershil, Poortugaal, Puttershoek, Rhoon, Ridderkerk, Rijsoort en Strevelshoek, Sandelingen Ambacht, Sliedrecht, Strijen, Strijensas, Streefkerk, Westmaas, Wieldrecht, Wijngaarden, IJsselmonde, Zuid-Beijerland en Zwijndrecht.
In 1858 werd de indeling van het kiesdistrict gewijzigd. De gemeenten Giessendam, Hardinxveld en Sliedrecht werden toegevoegd aan het kiesdistrict Gorinchem.
In 1869 werd de indeling van het kiesdistrict wederom gewijzigd. De gemeenten Charlois, Goudswaard, Hoogvliet, Katendrecht, Nieuw-Beijerland, Oud-Beijerland, Pernis, Piershil, Poortugaal en Rhoon werden toegevoegd aan het kiesdistrict Brielle. Tevens werd een gedeelte van het kiesdistrict Gorinchem (de gemeente Sliedrecht) toegevoegd aan het kiesdistrict Dordrecht.
In 1878 werd de indeling van het kiesdistrict wederom gewijzigd. De gemeenten Bleskensgraaf, Brandwijk, Molenaarsgraaf, Oud-Alblas en Streefkerk werden toegevoegd aan het kiesdistrict Gorinchem.
Het kiesdistrict Dordrecht was in deze periode een meervoudig kiesdistrict: het vaardigde twee leden af naar de Tweede Kamer. Om de twee jaar trad een van de leden af; er werd dan een periodieke verkiezing gehouden voor de vrijgevallen zetel. Bij algemene verkiezingen (na ontbinding van de Tweede Kamer) bracht elke kiezer twee stemmen uit. Om in de eerste verkiezingsronde gekozen te worden moest een kandidaat minimaal de districtskiesdrempel behalen; indien nodig werd een tweede ronde gehouden.
Legenda
- cursief: in de eerste verkiezingsronde geplaatst voor de tweede ronde;
- vet: gekozen als lid van de Tweede Kamer.

## 27 augustus 1850
De verkiezingen waren algemene verkiezingen; zij werden gehouden na ontbinding van de Tweede Kamer na inwerkingtreding van de Kieswet.
|                                       | 27 augustus | 11 september |
| ------------------------------------- | ----------- | ------------ |
| Kiesgerechtigden                      | 2.109       | 2.109        |
| Opkomst                               | 1.404       | 1.402        |
| Geldige stemmen                       | 2.749       | 1.381        |
| Blanco stemmen                        | 41          | 13           |
| Kiesdrempel                           | 687         | 691          |
| Kandidaten                            |             |              |
| J.S. Lotsy                            | 1.158       |              |
| P. Blussé van Oud-Alblas              | 484         | 845          |
| A. Vogelsang                          | 402         | 536          |
| W. Wijnaendts                         | 293         |              |
| W.R. van Hoëvell                      | 137         |              |
| G. Groen van Prinsterer               | 85          |              |
| P.J. de Raadt van Hendrik-Ido-Ambacht | 50          |              |

## 8 juni 1852 (tussentijds)
Johannes Lotsy, gekozen bij de verkiezingen van 27 augustus 1850, trad op 13 mei 1852 af vanwege zijn benoeming als burgemeester van Dordrecht. Om in de ontstane vacature te voorzien werd een tussentijdse verkiezing gehouden.
|                   | 8 juni | 22 juni |
| ----------------- | ------ | ------- |
| Kiesgerechtigden  | 2.123  | 2.123   |
| Opkomst           | 1.143  | 1.091   |
| Geldige stemmen   | 1.025  | 1.063   |
| Blanco stemmen    | 2      | 25      |
| Kandidaten        |        |         |
| G.A. de Raadt     | 596    |         |
| A. Vogelsang      | 287    | 467     |
| J.D. van der Poel | 213    |         |
| D. Molenaar       | 35     |         |

## 8 juni 1852 (periodiek)
De verkiezingen waren periodieke verkiezingen; zij werden gehouden vanwege de afloop van de zittingstermijn van een gekozen lid.
|                          | 8 juni |
| ------------------------ | ------ |
| Kiesgerechtigden         | 2.123  |
| Opkomst                  | 1.141  |
| Geldige stemmen          | 1.122  |
| Blanco stemmen           | 20     |
| Kandidaten               |        |
| P. Blussé van Oud-Alblas | 616    |
| A. Vogelsang             | 184    |
| J.D. van der Poel        | 147    |
| G.A. de Raadt            | 147    |
| G. Groen van Prinsterer  | 33     |

## 17 mei 1853
De verkiezingen waren algemene verkiezingen; zij werden gehouden na ontbinding van de Tweede Kamer.
|                            | 17 mei |
| -------------------------- | ------ |
| Kiesgerechtigden           | 2.169  |
| Opkomst                    | 1.493  |
| Geldige stemmen            | 2.937  |
| Blanco stemmen             | 31     |
| Kiesdrempel                | 743    |
| Kandidaten                 |        |
| P.A. Sander                | 779    |
| J.D. van der Poel          | 744    |
| G.A. de Raadt              | 417    |
| P. Blussé van Oud-Alblas   | 330    |
| P.J. Elout van Soeterwoude | 185    |
| M. Bichon van IJsselmonde  | 120    |
| A. Vogelsang               | 93     |
| J.J.L. van der Brugghen    | 68     |
| G. Groen van Prinsterer    | 40     |
| D. Molenaar                | 38     |

## 2 juli 1853
Johannes van der Poel had bij de verkiezingen van 17 mei 1853 voldoende stemmen behaald om gekozen te worden. Zijn toelating werd echter ongeldig verklaard vanwege onregelmatigheden bij de verkiezingen. Om in de ontstane vacature te voorzien werd een naverkiezing gehouden.
|                           | 2 juli |
| ------------------------- | ------ |
| Kiesgerechtigden          | 2.169  |
| Opkomst                   | 1.427  |
| Geldige stemmen           | 1.415  |
| Blanco stemmen            | 8      |
| Kandidaten                |        |
| J.D. van der Poel         | 814    |
| P. Blussé van Oud-Alblas  | 324    |
| G.A. de Raadt             | 195    |
| M. Bichon van IJsselmonde | 30     |

## 13 juni 1854
De verkiezingen waren periodieke verkiezingen; zij werden gehouden vanwege de afloop van de zittingstermijn van een gekozen lid.
|                          | 13 juni | 27 juni |
| ------------------------ | ------- | ------- |
| Kiesgerechtigden         | 2.169   | 2.169   |
| Opkomst                  | 1.170   | 1.519   |
| Geldige stemmen          | 1.152   | 1.511   |
| Blanco stemmen           | 16      | 4       |
| Kandidaten               |         |         |
| P.A. Sander              | 558     | 948     |
| P. Blussé van Oud-Alblas | 528     | 563     |

## 10 juni 1856
De verkiezingen waren periodieke verkiezingen; zij werden gehouden vanwege de afloop van de zittingstermijn van een gekozen lid.
|                          | 10 juni | 24 juni |
| ------------------------ | ------- | ------- |
| Kiesgerechtigden         | 2.227   | 2.227   |
| Opkomst                  | 1.097   | 1.239   |
| Geldige stemmen          | 1.079   | 1.232   |
| Blanco stemmen           | 10      | 3       |
| Kandidaten               |         |         |
| J.D. van der Poel        | 375     | 653     |
| P. Blussé van Oud-Alblas | 329     | 579     |
| A. Vogelsang             | 164     |         |
| G.A. de Raadt            | 105     |         |
| J.W. Gefken              | 48      |         |

## 8 juni 1858
De verkiezingen waren periodieke verkiezingen; zij werden gehouden vanwege de afloop van de zittingstermijn van een gekozen lid.
|                        | 8 juni |
| ---------------------- | ------ |
| Kiesgerechtigden       | 2.277  |
| Opkomst                | 943    |
| Geldige stemmen        | 926    |
| Blanco stemmen         | 5      |
| Kandidaten             |        |
| P.A. Sander            | 635    |
| A.J. Duymaer van Twist | 220    |

## 27 december 1859
Pieter Sander, gekozen bij de verkiezingen van 8 juni 1858, trad op 1 december 1859 af vanwege zijn benoeming als als raadsheer bij het Provinciaal Gerechtshof van 's-Gravenhage. Om in de ontstane vacature te voorzien werd een tussentijdse verkiezing gehouden.
|                          | 27 december | 10 januari |
| ------------------------ | ----------- | ---------- |
| Kiesgerechtigden         | 2.037       | 2.037      |
| Opkomst                  | 973         | 1.104      |
| Geldige stemmen          | 956         | 1.093      |
| Blanco stemmen           | 4           | 10         |
| Kandidaten               |             |            |
| P.A. Sander              | 297         | 553        |
| G.A. de Raadt            | 273         | 540        |
| P. Blussé van Oud-Alblas | 251         |            |
| J.G. Kist                | 67          |            |

## 13 februari 1860
Pieter Sander, gekozen bij de verkiezingen van 27 december 1859, nam zijn benoeming niet aan. Om in de ontstane vacature te voorzien werd een tussentijdse verkiezing gehouden.
|                          | 13 februari | 28 februari |
| ------------------------ | ----------- | ----------- |
| Kiesgerechtigden         | 2.037       | 2.037       |
| Opkomst                  | 1.133       | 1.172       |
| Geldige stemmen          | 1.108       | 1.153       |
| Blanco stemmen           | 11          | 18          |
| Kandidaten               |             |             |
| G.A. de Raadt            | 378         | 669         |
| P. Blussé van Oud-Alblas | 288         | 484         |
| J.P. Bredius             | 183         |             |
| H.J. van der Heim        | 164         |             |
| A. Vogelsang             | 60          |             |

## 12 juni 1860
De verkiezingen waren periodieke verkiezingen; zij werden gehouden vanwege de afloop van de zittingstermijn van een gekozen lid.
|                          | 12 juni | 26 juni |
| ------------------------ | ------- | ------- |
| Kiesgerechtigden         | 2.037   | 2.037   |
| Opkomst                  | 943     | 1.261   |
| Geldige stemmen          | 931     | 1.251   |
| Blanco stemmen           | 11      | 9       |
| Kandidaten               |         |         |
| P. Blussé van Oud-Alblas | 414     | 699     |
| J.D. van der Poel        | 285     | 552     |
| H.J. van der Heim        | 194     |         |

## 10 juni 1862
De verkiezingen waren periodieke verkiezingen; zij werden gehouden vanwege de afloop van de zittingstermijn van een gekozen lid.
|                  | 10 juni |
| ---------------- | ------- |
| Kiesgerechtigden | 2.063   |
| Opkomst          | 670     |
| Geldige stemmen  | 656     |
| Blanco stemmen   | 6       |
| Kandidaten       |         |
| G.A. de Raadt    | 471     |
| J.S. Lotsy       | 82      |

## 14 juni 1864
De verkiezingen waren periodieke verkiezingen; zij werden gehouden vanwege de afloop van de zittingstermijn van een gekozen lid.
|                           | 14 juni | 28 juni |
| ------------------------- | ------- | ------- |
| Kiesgerechtigden          | 2.168   | 2.168   |
| Opkomst                   | 1.044   | 1.670   |
| Geldige stemmen           | 1.014   | 1.662   |
| Blanco stemmen            | 16      | 7       |
| Kandidaten                |         |         |
| P. Blussé van Oud-Alblas  | 497     | 881     |
| M. Bichon van IJsselmonde | 339     | 781     |
| M. van Limburg Stirum     | 90      |         |

## 12 juni 1866
De verkiezingen waren periodieke verkiezingen; zij werden gehouden vanwege de afloop van de zittingstermijn van een gekozen lid.
|                         | 12 juni |
| ----------------------- | ------- |
| Kiesgerechtigden        | 2.165   |
| Opkomst                 | 1.477   |
| Geldige stemmen         | 1.422   |
| Blanco stemmen          | 8       |
| Kandidaten              |         |
| G.A. de Raadt           | 744     |
| G. Groen van Prinsterer | 619     |
| M.G. Timmers Verhoeven  | 31      |

## 30 oktober 1866
De verkiezingen waren algemene verkiezingen; zij werden gehouden na ontbinding van de Tweede Kamer.
|                           | 30 oktober | 13 november |
| ------------------------- | ---------- | ----------- |
| Kiesgerechtigden          | 2.165      | 2.165       |
| Opkomst                   | 1.664      | 1.918       |
| Geldige stemmen           | 3.507      | 3.756       |
| Blanco stemmen            | 29         | 74          |
| Kiesdrempel               | 877        | 939         |
| Kandidaten                |            |             |
| G.A. de Raadt             | 861        | 995         |
| M. Bichon van IJsselmonde | 864        | 968         |
| P. Blussé van Oud-Alblas  | 825        | 945         |
| L.W.C. Keuchenius         | 685        | 848         |
| M.G. Timmers Verhoeven    | 90         |             |
| J.G. Kist                 | 33         |             |

## 22 januari 1868
De verkiezingen waren algemene verkiezingen; zij werden gehouden na ontbinding van de Tweede Kamer.
|                           | 22 januari |
| ------------------------- | ---------- |
| Kiesgerechtigden          | 2.231      |
| Opkomst                   | 1.740      |
| Geldige stemmen           | 3.391      |
| Blanco stemmen            | 55         |
| Kiesdrempel               | 848        |
| Kandidaten                |            |
| P. Blussé van Oud-Alblas  | 902        |
| P.P. van Bosse            | 886        |
| M. Bichon van IJsselmonde | 739        |
| G. Groen van Prinsterer   | 539        |
| J.G. Kist                 | 238        |
| H.M. Barendrecht          | 57         |

## 23 juni 1868
Pieter van Bosse, gekozen bij de verkiezingen van 22 januari 1868, trad op 3 juni 1868 af vanwege zijn toetrding tot het kabinet-Van Bosse-Fock. Om in de ontstane vacature te voorzien werd een tussentijdse verkiezing gehouden.
|                           | 23 juni | 7 juli |
| ------------------------- | ------- | ------ |
| Kiesgerechtigden          | 2.231   | 2.231  |
| Opkomst                   | 1.645   | 2.005  |
| Geldige stemmen           | 1.622   | 1.984  |
| Blanco stemmen            | 10      | 15     |
| Kandidaten                |         |        |
| M. Bichon van IJsselmonde | 806     | 1.071  |
| W.T. Gevers Deynoot       | 809     | 913    |

## 8 juni 1869
De verkiezingen waren periodieke verkiezingen; zij werden gehouden vanwege de afloop van de zittingstermijn van een gekozen lid.
|                          | 8 juni |
| ------------------------ | ------ |
| Kiesgerechtigden         | 2.037  |
| Opkomst                  | 1.547  |
| Geldige stemmen          | 1.539  |
| Blanco stemmen           | 8      |
| Kandidaten               |        |
| P. Blussé van Oud-Alblas | 1.000  |
| J.W. van Loon            | 307    |
| W. Wintgens              | 231    |

## 31 januari 1871
Pieter Blussé van Oud-Alblas, gekozen bij de verkiezingen van 8 juni 1869, trad op 3 januari 1871 af vanwege zijn toetrding tot het kabinet-Thorbecke III. Om in de ontstane vacature te voorzien werd een tussentijdse verkiezing gehouden.
|                  | 31 januari |
| ---------------- | ---------- |
| Kiesgerechtigden | 2.067      |
| Opkomst          | 1.394      |
| Geldige stemmen  | 1.378      |
| Blanco stemmen   | 13         |
| Kandidaten       |            |
| J.P. Bredius     | 767        |
| J.W. Gefken      | 397        |
| G.A. de Raadt    | 204        |

## 13 juni 1871
De verkiezingen waren periodieke verkiezingen; zij werden gehouden vanwege de afloop van de zittingstermijn van een gekozen lid.
|                           | 13 juni |
| ------------------------- | ------- |
| Kiesgerechtigden          | 2.109   |
| Opkomst                   | 1.235   |
| Geldige stemmen           | 1.218   |
| Blanco stemmen            | 17      |
| Kandidaten                |         |
| W.T. Gevers Deynoot       | 892     |
| M. Bichon van IJsselmonde | 269     |
| A. Kuyper                 | 27      |

## 10 juni 1873
De verkiezingen waren periodieke verkiezingen; zij werden gehouden vanwege de afloop van de zittingstermijn van een gekozen lid.
|                           | 10 juni |
| ------------------------- | ------- |
| Kiesgerechtigden          | 2.137   |
| Opkomst                   | 1.413   |
| Geldige stemmen           | 1.395   |
| Blanco stemmen            | 12      |
| Kandidaten                |         |
| J.P. Bredius              | 887     |
| M. Bichon van IJsselmonde | 493     |

## 8 juni 1875
De verkiezingen waren periodieke verkiezingen; zij werden gehouden vanwege de afloop van de zittingstermijn van een gekozen lid.
|                     | 8 juni |
| ------------------- | ------ |
| Kiesgerechtigden    | 2.208  |
| Opkomst             | 1.417  |
| Geldige stemmen     | 1.410  |
| Blanco stemmen      | 7      |
| Kandidaten          |        |
| W.T. Gevers Deynoot | 788    |
| L.W.C. Keuchenius   | 614    |

## 12 juni 1877
De verkiezingen waren periodieke verkiezingen; zij werden gehouden vanwege de afloop van de zittingstermijn van een gekozen lid.
|                  | 12 juni |
| ---------------- | ------- |
| Kiesgerechtigden | 2.331   |
| Opkomst          | 1.333   |
| Geldige stemmen  | 1.318   |
| Blanco stemmen   | 7       |
| Kandidaten       |         |
| J.P. Bredius     | 909     |
| J. Voorhoeve     | 393     |

## 8 oktober 1878
Jan Pieter Bredius, gekozen bij de verkiezingen van 12 juni 1877, overleed op 13 september 1878. Om in de ontstane vacature te voorzien werd een tussentijdse verkiezing gehouden.
|                         | 8 oktober |
| ----------------------- | --------- |
| Kiesgerechtigden        | 2.236     |
| Opkomst                 | 1.078     |
| Geldige stemmen         | 1.064     |
| Blanco stemmen          | 13        |
| Kandidaten              |           |
| G.M. van der Linden     | 740       |
| A.F. de Savornin Lohman | 266       |
| P.R. van der Made       | 25        |

## 22 april 1879
Willem Gevers Deynoot, gekozen bij de verkiezingen van 8 juni 1875, overleed op 25 maart 1879. Om in de ontstane vacature te voorzien werd een tussentijdse verkiezing gehouden.
|                         | 22 april | 6 mei |
| ----------------------- | -------- | ----- |
| Kiesgerechtigden        | 2.236    | 2.236 |
| Opkomst                 | 1.063    | 1.230 |
| Geldige stemmen         | 1.051    | 1.204 |
| Blanco stemmen          | 9        | 21    |
| Kandidaten              |          |       |
| J.B. van Osenbruggen    | 431      | 682   |
| G.A. Loeff              | 314      | 522   |
| G.H. Veth               | 176      |       |
| A.F. de Savornin Lohman | 66       |       |
| L.W.C. Keuchenius       | 42       |       |

## 10 juni 1879
De verkiezingen waren periodieke verkiezingen; zij werden gehouden vanwege de afloop van de zittingstermijn van een gekozen lid.
|                       | 10 juni | 24 juni |
| --------------------- | ------- | ------- |
| Kiesgerechtigden      | 2.268   | 2.268   |
| Opkomst               | 1.556   | 1.692   |
| Geldige stemmen       | 1.547   | 1.683   |
| Blanco stemmen        | 7       | 7       |
| Kandidaten            |         |         |
| J.B. van Osenbruggen  | 541     | 965     |
| L.W.C. Keuchenius     | 600     | 718     |
| H.D. Levyssohn Norman | 394     |         |

## 14 juni 1881
De verkiezingen waren periodieke verkiezingen; zij werden gehouden vanwege de afloop van de zittingstermijn van een gekozen lid.
|                     | 14 juni |
| ------------------- | ------- |
| Kiesgerechtigden    | 2.411   |
| Opkomst             | 1.324   |
| Geldige stemmen     | 1.315   |
| Blanco stemmen      | 8       |
| Kandidaten          |         |
| G.M. van der Linden | 677     |
| I. Esser            | 622     |

## 12 juni 1883
De verkiezingen waren periodieke verkiezingen; zij werden gehouden vanwege de afloop van de zittingstermijn van een gekozen lid.
|                      | 12 juni |
| -------------------- | ------- |
| Kiesgerechtigden     | 2.472   |
| Opkomst              | 1.885   |
| Geldige stemmen      | 1.873   |
| Blanco stemmen       | 9       |
| Kandidaten           |         |
| J.B. van Osenbruggen | 971     |
| L.W.C. Keuchenius    | 896     |

## 28 oktober 1884
De verkiezingen waren algemene verkiezingen; zij werden gehouden na ontbinding van de Tweede Kamer.
|                         | 28 oktober |
| ----------------------- | ---------- |
| Kiesgerechtigden        | 2.444      |
| Opkomst                 | 1.947      |
| Geldige stemmen         | 3.847      |
| Blanco stemmen          | 47         |
| Kiesdrempel             | 962        |
| Kandidaten              |            |
| J.B. van Osenbruggen    | 1.083      |
| G.M. van der Linden     | 1.082      |
| L.W.C. Keuchenius       | 839        |
| A.F. de Savornin Lohman | 836        |

## 15 juni 1886
De verkiezingen waren algemene verkiezingen; zij werden gehouden na ontbinding van de Tweede Kamer.
|                      | 15 juni |
| -------------------- | ------- |
| Kiesgerechtigden     | 2.575   |
| Opkomst              | 2.190   |
| Geldige stemmen      | 4.338   |
| Blanco stemmen       | 24      |
| Kiesdrempel          | 1.085   |
| Kandidaten           |         |
| G.M. van der Linden  | 1.237   |
| J.B. van Osenbruggen | 1.236   |
| T. Heemskerk         | 936     |
| S. van Velzen        | 923     |

## 1 september 1887
De verkiezingen waren algemene verkiezingen; zij werden gehouden na ontbinding van de Tweede Kamer.
|                      | 1 september |
| -------------------- | ----------- |
| Kiesgerechtigden     | 2.573       |
| Opkomst              | 1.773       |
| Geldige stemmen      | 3.508       |
| Blanco stemmen       | 22          |
| Kiesdrempel          | 877         |
| Kandidaten           |             |
| G.M. van der Linden  | 1.093       |
| J.B. van Osenbruggen | 1.092       |
| T. Heemskerk         | 654         |
| S. van Velzen        | 647         |

## Voortzetting
Na de grondwetsherziening van 1887 werden de meervoudige kiesdistricten opgeheven; het kiesdistrict Dordrecht werd derhalve omgezet in een enkelvoudig kiesdistrict. De gemeente Zuid-Beijerland werd toegevoegd aan het kiesdistrict Brielle, de gemeenten Barendrecht, 's-Gravendeel, Heinenoord, Hendrik-Ido-Ambacht, Klaaswaal, Maasdam, Mijnsheerenland, Numansdorp, Puttershoek, Ridderkerk, Strijen, Westmaas en IJsselmonde aan het kiesdistrict Ridderkerk en de gemeenten Alblasserdam, Nieuw Lekkerland, Sliedrecht en Wijngaarden aan het kiesdistrict Sliedrecht.